# Це сталося якось вночі
«Це сталося якось вночі» або «Однієї прекрасної ночі» (англ. It Happened One Night) — американська кінокомедія 1934 року режисера Френка Капри з Кларком Ґейблом і Клодет Кольбер у головних ролях.
Фільм одержав 5 премій Оскар у 1934 році (за найкращий фільм і адаптований сценарій, найкращому режисеру, актору й актрисі). На 1 березня 2024 року фільм займав 248-му позицію у списку 250 кращих фільмів за версією IMDb.

## Сюжет

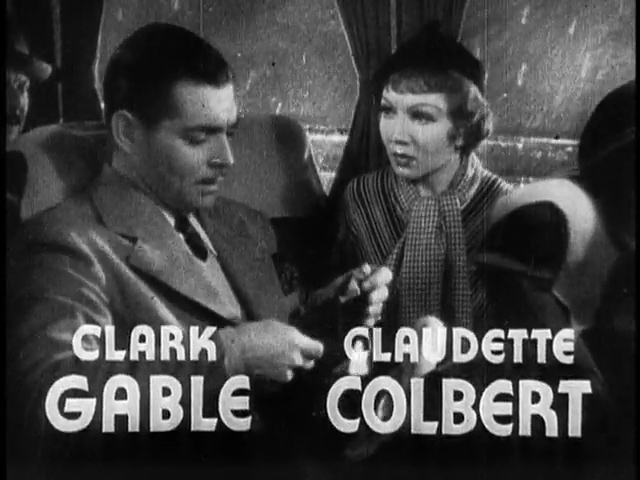
Пітер і Еллі

Еллі, норовлива донька мільйонера Олександра Ендрюса, всупереч його волі виходить заміж за авіатора й плейбоя Кінга Вестлі. Батько карає доньку, зачинивши її на яхті, але Еллі вдається втекти. Вибравшись на берег, дівчина сідає в автобус до Нью-Йорка, де її попутником стає Пітер Варн, репортер-невдаха, нещодавно звільнений з роботи.
На зупинці в дівчини крадуть валізу. Попри те, що між Пітером й Еллі з першого погляду виникла взаємна ворожість, він намагається наздогнати злодія, але без успіху. Коли автобус знову зупиняється, Еллі не встигає повернутися до його відправлення й бачить, що Пітер теж залишився — щоб повернути загублений нею квиток і показати газету, де надруковано портрет Еллі й повідомлення про її зникнення. Знову обмінявшись різкими словами, вони чекають наступного автобуса. Однак уночі починається гроза, дощ розмиває дорогу, і шофер висаджує пасажирів.
Прикинувшись подружньою парою, Пітер і Еллі знімають номер у дешевому готелі. Пітер обіцяє допомогти дівчині добратися до Кінга за умовою, що вона дасть йому ексклюзивне інтерв'ю, а якщо вона не погодиться, видасть її батькові. Поки він натягає мотузку між їхніми ліжками й вішає на неї ковдру, Еллі все обдумує й приймає його умови.
Уранці, коли Пітер з Еллі готуються до від'їзду, вони чують на вулиці голоси детективів, яких відправив на пошуки дівчини її батько. Вони грають перед детективами спектакль — Еллі ховає обличчя, зачісуючи волосся, і ридає, а Пітер кричить на неї, зображуючи її розлютованого чоловіка. Коли детективи йдуть, парочка від'їжджає на автобус.
Тим часом батько Еллі призначає нагороду в 10 тисяч доларів за інформацію про місцеперебування доньки. Прочитавши про це в газеті, попутник Еллі й Пітера, на ім'я Оскар Шеплі впізнає дівчину й пропонує Пітеру поділити нагороду. Пітер змушений прикинутися гангстером, що викрав Еллі, після чого Шеплі боягузливо відступає. Парочка, стурбована тим, що Шеплі може зв'язатися з містером Ендрюсом, сходить з автобуса. Переночувавши в стозі сіна, де в них з'являються перші романтичні почуття, вони вранці намагаються продовжити подорож автостопом.

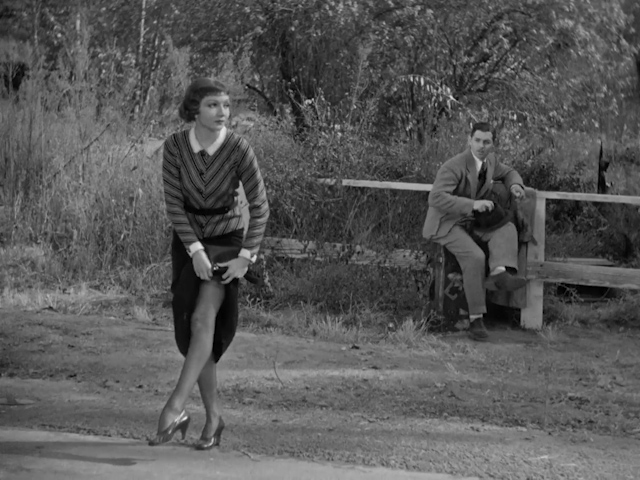
Сцена з автостопом.

Пітер показує Еллі кілька своїх улюблених прийомів ловити машину, але після того, як жоден з них не спрацьовує, дівчина зупиняє автомобіль своїм способом — піднявши спідницю й показавши ніжки. На зупинці водій відвозить валізу Пітера, але той доганяє злодія й викрадає його автомобіль.
Тим часом містер Ендрюс поміщає в газети оголошення, про те, що він більше не проти союзу дочки й Кінга Вестлі, а значить, у неї більше немає причин ховатися. Прочитавши газету, Еллі ховає її від Пітера й наполягає на тому, щоб вони зупинилися на ніч в готелі, хоча до Нью-Йорка залишається всього три години їзди. У цю ніч вона освічується Пітеру в любові й просить його викрасти її, але він відмовляється.
Коли дівчина засинає, Пітер поспішає до свого редактора й позичає в нього гроші, щоб почати нове життя з Еллі. Поки його не було, власники готелю роблять висновок, що постояльці втекли, не заплативши, і уриваються в номер, де спить Еллі. Дівчина не знає, куди й навіщо поїхав Пітер. Вона вирішує, що він кинув її, і, оскільки не має грошей, щоб заплатити за номер, зв'язується телефоном з батьком і погоджується повернутися. Коли Пітер їде назад у готель, у подорожньому автомобілі він бачить Еллі й своєю чергою робить висновок, що це вона його кинула.
Містер Ендрюс збирається влаштувати повторне одруження доньки з Кінгом. Незадовго до церемонії Еллі зізнається, що закохана в Пітера, але вважає, що він нехтує нею, і тому вирішує бути з Вестлі. Батько показує дочці лист від репортера, у якому він просить прийняти його по фінансовому питанню, і обоє вони роблять висновок, що Пітер хоче одержати винагороду. Однак, прибувши в будинок Ендрюсів, Пітер пред'являє рахунок усього на 39 доларів і 60 центів — тобто, на суму, в яку йому обійшлася подорож, — а від винагороди відмовляється, зізнавшись під натиском містера Ендрюса, що полюбив його дочку. Поки батько веде Еллі до вівтаря, він розповідає їй про зустріч із Пітером і його визнанням та переконує її, що ще не пізно скасувати весілля. Утішена Еллі втікає з весілля. Еллі й Пітер знову єднаються в готелі й просять доставити їм у номер трубу й ковдру. У фіналі картини звучать звуки труби й «єрихонська стіна», що розділяла коханців, падає на підлогу.

## У ролях
- Кларк Ґейбл — Пітер Варн
- Клодет Кольбер — Еллі Ендрюс
- Волтер Конноллі — Олександр Ендрюс
- Джеймсон Томас — Кінг Вестлі
- Роско Карнс — Оскар Шеплі